# N258 (België)
De N258 is een gewestweg in de Belgische plaats Schoonderbuken (Scherpenheuvel-Zichem) die de A2/E314 met de N10 (Diestsesteenweg/Mannenberg) verbindt. De weg heeft 2x1 rijstroken en kreeg als straatnaam "Schransstraat". De route heeft een lengte van ongeveer 2,5 kilometer.

## Plaatsen langs de N258
- Schoonderbuken
- Scherpenheuvel-Zichem